# Commission internationale pour les personnes disparues
Pour les articles homonymes, voir ICMP.
La Commission internationale des personnes disparues (ICMP) est une organisation intergouvernementale fondée en 1996, qui traite de la question des personnes portées disparues à la suite de conflits armés, de violations des droits de l'homme et de catastrophes naturelles.
L’ICMP a son siège  à La Haye (Pays-Bas). Elle aide les gouvernements à l'exhumation de charniers et à l'identification d'ADN des personnes disparues, fournit un soutien aux associations de familles de personnes disparues, et contribue à créer des stratégies et des institutions pour rechercher des personnes disparues. L’Accord sur le statut et les fonctions de l’ICMP, signé le 15 décembre 2014, a institué la Commission  en tant qu'organisation internationale. Les signataires en étaient les Pays-Bas, le Royaume-Uni, la Suède, la Belgique et le Luxembourg.

## Histoire
L'ICMP a été créé à la demande du Président des États-Unis, Bill Clinton en 1996 lors du sommet du G7 à Lyon, en France, pour affronter la question des personnes portées disparues à la suite des différents conflits relatifs à la Bosnie-Herzégovine, à la République de Croatie, et à la République fédérale de Yougoslavie de 1991 à 1995. L'ICMP a d'abord été présidé par l'ancien secrétaire d'État des États-Unis Cyrus Vance, puis par le sénateur américain Bob Dole. L'actuel président de l'ICMP est Thomas Miller.
L'ICMP est actuellement engagée dans une zone large d'opérations qui incluent les anciennes zones de conflit dans les Balkans occidentaux, le Moyen-Orient, l’Amérique Centrale et du Sud  ainsi que les zones touchées par des catastrophes naturelles, telles que les régions touchées par le tsunami d'Asie du Sud, ou la Louisiane après l'ouragan Katrina. En 2001, à la demande des autorités de New York, l'ICMP a également envoyé deux de ses principaux experts médico-légaux aux États-Unis à la suite des attentats du 11 septembre 2001.
Dans les Balkans occidentaux, l’ICMP est étroitement associée à  trois installations médico-légales, dont deux mettant l'accent sur des restes humains liés à la chute de Srebrenica. Il s’agit du Podrinje Identification Project (PIP)et du  Lukavac Reassociation Centre (LKRC). Le Krajina identification project (KIP) est la principale structure restant liée à la zone de Sanski Most et Prijedor. L’ICMP est présente à Sarajevo et à Tuzla (programme des Balkans occidentaux), à Tirana (programme pour l'Albanie), à Bagdad et à Arbil (programme pour l'Irak), à Beyrouth (programme Syrie-MENA), à Bogota (programme pour la Colombie) et à Nuevo Leon (programme pour le Mexique).

À la fin de 2018, les efforts de l'ICMP ont abouti par l'identification de 20,473 personnes.
En juin 2008, les Philippines ont été frappées par le Typhon Fengshen qui a causé plus de 1 000 morts. Dans un effort pour aider les Philippines à identifier les personnes qui ont péri à la suite de cette tragédie, Interpol a demandé l'assistance de l'ICMP pour leur fournir une assistance, invoquant ainsi pour la première fois un accord qui a été signé entre l'ICMP et Interpol en novembre 2007 pour répondre conjointement à des situations de catastrophe.

## Mandat
L'ICMP travaille à assurer la coopération des gouvernements et autres autorités à localiser les personnes disparues à la suite de catastrophes naturelles, de conflits armés, d'hostilités ou d'autres violations des droits de l'homme. L'ICMP soutient également les travaux d'autres organisations dans leurs efforts, encourage la participation du public à ses activités et contribue au développement des expressions appropriées de commémoration et d'hommage aux disparus. En outre, l'ICMP aide les gouvernements à s'acquitter de leurs obligations en matière de droits de l'homme envers les victimes et ainsi que les membres survivants de leurs familles. Il assure aussi le renforcement des capacités institutionnelles qui favorise à long terme la confiance du public.

## Structure
L'ICMP est régi par le Conseil des commissaires, qui comprend le président Thomas Miller (depuis mai 2011), Alistair Burt, S. M. la Reine Noor, Knut Vollebæk, Rolf Ekéus. Sanji Monageng, María Eugenia Brizuela de Ávila, Bert Koenders, et Dirk Brengelmann. Parmi les précédents présidents de l’ICMP figurent  Cyrus Vance († président 1996–1997), Bob Dole (président 1997–2001), and Jim Kimsey (président 201 – 2011).
Le Directeur général, Mme Kathryne Bomberger, a été nommé par les commissaires en avril 2004 en tant que dirigeant de l'organisation et est responsable de la direction et de la supervision de toutes les activités et programmes dans tous les domaines de fonctionnement. Le 14 juin 2007, Mme Bomberger a été nommée Chevalier de la Légion d'honneur par le Président de la France comme "la preuve de l'attention et la reconnaissance du gouvernement français pour le travail de Kathryne Bomberger dans sa mission et pour les réalisations exceptionnelles de l'ICMP".
À la suite des efforts conjoints de l'ICMP et d'Interpol sur l'identification des victimes du Typhon Fengshen, le 5 février 2009, une distinction présidentielle5 a été donné à Mme Bomberger pour «son engagement exceptionnel et ses réalisations extraordinaires pour la localisation et l'identification des personnes portées disparues à la suite de catastrophes, naturelles ou d'origine humaine",.